# فيرينتس باتياني (بان الكروات)
فيرينتس باتياني (بالكرواتية: Franjo Batthyány)(بالمجرية: Batthyány Ferenc)(بودا ، 28 أكتوبر 1497م - نيميتوفار ، 28 نوفمبر 1566م) نبيل مجري، وعسكري، وبان كرواتيا (كرواتيا، وسلافونيا، ودلماسية).

## اسمه
الاسم Ferenc مجري بالأصل، لكنه قد يُستخدم في كرواتيا في سياقات تاريخية أو عند الأسر المرتبطة بالمجر.
يُنطق اسمه بالكرواتية: "فرانيو باتياني"، وبالمجرية: "فرينتس باتياني".
- في المجر:   اسم Ferenc (فرينتس) هو الشكل المجري لاسم "فرانشيسكو" أو "فرانسيس" ويُستخدم بكثرة جدًا في الأسماء المجرية منذ العصور الوسطى وحتى اليوم.
- في كرواتيا:   الاسم الأكثر شيوعًا هو الشكل الكرواتي Franjo (فرانيو)، بينما Ferenc يظهر أحيانًا في المناطق أو العائلات الكرواتية التي تأثرت بالثقافة المجرية أو كانت جزءًا من النبلاء في المملكة المجرية-الكرواتية سابقًا.

## حياته
هو سليل عائلة باتياني (Batthyány) النبيلة المجرية (ولا يزال أعضاؤها على قيد الحياة) وكان والده بولديسار باتياني (1452م-1520م) قاضي المقاطعة المحلية، وخادم الحاشية الملكية ووكيل خزينة، ووالدته إيلونا جريبيني (1480م-1505م).
أجداده من جهة الأب هم أندراس باتثياني من نيميتوجفار (1438م- 1449م)، مالك أرض، وفيرونيكا إيمريفي من شيرداهيلي (ولدت: 1458م).
أجداده من جهة الأم هم لازلو جريبيني هيرمانفي (1430م-1490م)، نائب ملك المجر بين 1486م و 1490م، ومالك الأرض، وآنا رافين (1464م).
كان لديه شقيقان آخران في عائلته: الأصغر، باتثياني الثاني بولديسار (1491م–1525م)، وكيل خزينة الملك لويس الثاني (1520)، ومالك الأرض، الذي استمر في العائلة وأسس فرع الكونت.
كان لديه أيضًا شقيقتان أصغر منه: إحداهما، أغنيس باتياني، وزوجها، فيرينتس بوث من باجنا، وهو جابي ضرائب سلافونيا ومالك أرض؛ والأخت الأخرى هي بيربيتوا باتثياني، زوجة ميكلوس ديرسفي من شيرداهيلي. كان أحد أبناء أخيه جيورجي بوث من باجنا (1508م إلى 1552م)، جامع ضرائب زالاي، وقائد عسكري، ومالك أرض ثري، وكان أيضًا من العائلة.
وفقًا لأقرانه المعاصرين، كان فيرينتس باتياني رجلًا طويل القامة وقوي البنية وحسن الهيئة، ولهذا السبب كان يتمتع بسلطة كبيرة في البلاط الملكي وبين العديد من نبلاء البلاد. نشأ في البلاط الملكي مع الملك لويس الثاني.في عهد فلاديسلاف الثاني ملك المجر، تم تعيينه كحاجب ملكي وكان أيضًا رئيس الخدم. في عام 1514م، حارب ضد جيورجي دوزا في انتفاضة الفلاحين ولعب دورًا مهمًا في قمعها.
كان باتياني يعتبر شخصًا ذا هدف واضح إلى حد ما، ولهذا السبب جمع ثروة كبيرة. خلال الحرب المجرية-العثمانية، بين عامي 1522م و 1526م، حكم كرواتيا مع يانوس كارلوفيتش. في عام 1525م، دافع عن يايكا ضد العثمانيين بصعوبة كبيرة، وبسبب إنجازاته حصل على نيميتوجفار (التي تُعرف حاليًا بجوسينغ في النمسا )، ومن ثم أخذ اسم نيميتوجفار. شارك في معركة موهاكس 1526م حيث كان في ذلك الوقت قائدًا في بوزنا، وكان قائدًا للجناح اليميني المجري وقاد لواءًا مكونًا من 4000 رجل، منهم 3000 من سلاح الفرسان و1000 من المشاة.
بعد كارثة موهاكس، شارك في تتويج يانوس زابولياي ملكاً في زيكيسفيرفار.
زوجته كاتالين سفيتكوفيتش، من عائلة سفيتكوفيتش ذات الأصل السلافي، كانت قبل زواجهما وصيفة الملكة ماريا ملكة هابسبورغ، ثم أصبحت بعد ذلك سيدة نيميتسويفار. ولم يُرزقوا بأبناء من زواجهم. وكانت شقيقة كاتالين زوجة كريستوف باتياني ابن أخ فيرينتس باتياني.
من المثير للاهتمام أن هناك اعتقادًا خاطئًا استمر لفترة طويلة حول زواج فيرينتس باتياني، حيث اعتقد الناس أنه كان لديه زوجتان. كان يُعتقد أن زوجته الأولى هي كاتالين من عائلة بانفي من ألسوليندفا، في حين أن سفيتكوفيتش كاتالين (التي كانت في الواقع زوجته الأولى والوحيدة) كانت تعتبر الزوجة الثانية. نشأ هذا الخطأ من إيفان ناغي، الذي خلط بين بان كرواتيا من القرن السابع عشر وبين قريب له بنفس الاسم. وعلى الرغم من أنه صحح ذلك الخطأ، إلا أن تاكاتس ساندر Sándor Takáts خذ هذا الخطأ ومرّره مع إضافة تفاصيل مبالغ فيها.
ومع ذلك، خلال فترة و حكمه على كرواتيا، نشبت بينه وبين كريستوف فرانجيبان خلافات، وعندما اكتشف أنه انضم إلى صفوف زابولياي، تحول على الفور إلى جانب الأرشيدوق النمساوي فرديناند الأول ملك النمسا، وقاتل ضد زابولياي في الحروب الأهلية ومن ثم ضد العثمانيين الذين الذين هاجموا مرة أخرى.
حصل على ليبتوفسكي هرادوك (Liptóújvár) ثم سولنوك (Szolnok) كهدية من فرديناند الأول. وحتى عام 1534م، كان أيضًا قائد مقاطعة فاس، وحتى عام 1531م شغل مرة أخرى منصب بان كرواتيا.
في الجمعية الوطنية المنعقدة عام 1547م، كان له دور كبير في إقرار حقوق آل هابسبورغ في خلافة عرش المجر واعتماد ذلك قانونيًا من قبل النبلاء، وتم وتكريس ذلك في القانون بموجب الأوامر. في عام 1554م، طُلب منه أن يصبح نائب الملك، لكنه شعر بعدم القدرة على القيام بالمهام المطلوبة بسبب كبر سنه، فاختار العيش في عزلة حتى وفاته. في عام 1552م ، استولى الأتراك العثمانيون على ممتلكاته في زولنوك.
شهد تتويج الملك ماكسيمليان الثاني عام 1563م، حيث كان هو نفسه من حمل تاج المجر المقدس. في شيخوخته، كان أكثر أفراد عائلته ولاءً هو أندراس بيرنيزي من أوستوبان، وهو نبيل ثري خدم كاتا سفيتكوفيتش أرملة باتياني بعد وفاته، ومثلها أثناء القضايا القانونية، وقدم لها المشورة القانونية. 
ولم يكن له أولاد من أي من زيجاته فانقرض نسله.